# Apostenus fuscus
Espèce
Apostenus fuscus est une espèce d'araignées aranéomorphes de la famille des Liocranidae.

## Distribution
Cette espèce se rencontre en Europe.

## Description
Les mâles mesurent de 2,7 à 3,3 mm et les femelles de 3 à 3,9 mm.

## Publication originale
- Westring, 1851 : Förteckning öfver de till närvarande tid Kände, i Sverige förekommande Spindlarter, utgörande ett antal af 253, deraf 132 äro nya för svenska Faunan. Göteborgs Kungliga Vetenskaps- och Vitterhets-samhälles Handlingar, vol. 2, p. 25-62.